# Георг Фридрих (Ербах-Бройберг)
Георг Фридрих фон Ербах-Бройберг (на немски: Georg Friedrich von Erbach-Breuberg; * 6 октомври 1636; † 23 април 1653) е граф на Ербах и Бройберг.

## Биография
Той е син на граф Георг Албрехт I фон Ербах (1597 – 1647) и третата му съпруга графиня Елизабет Доротея фон Хоенлое-Шилингсфюрст (1617 – 1655), дъщеря на граф Георг Фридрих II фон Хоенлое-Шилингсфюрст и съпругата му Доротея София фон Золмс-Хоензолмс.
Георг Фридрих умира неженен и бездетен на 23 април 1653 г.